# Ormen (stjärnbild)

Ormens huvud (Serpens Caput). Ormens svans (Serpens Cauda) syns i faktarutan nedan.

För andra betydelser, se Ormen.
Ormen (Serpens på latin) är en stjärnbild på norra stjärnhimlen. Stjärnbilden består av två delar: Ormens huvud (Serpens Caput) och Ormens svans (Serpens Cauda). De två delarna skiljs från varandra av stjärnbilden Ormbäraren. 
Ormen är en av de 88 moderna stjärnbilderna som erkänns av den Internationella Astronomiska Unionen.

## Historik
Ormen var en av de 48 konstellationerna som listades av den antike astronomen Ptolemaios i hans samlingsverk Almagest.

## Stjärnor

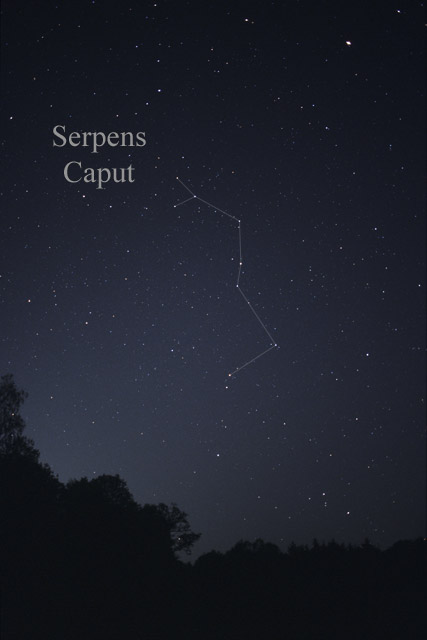
Ormen huvud (Serpens Caput) som den kan ses med blotta ögat.

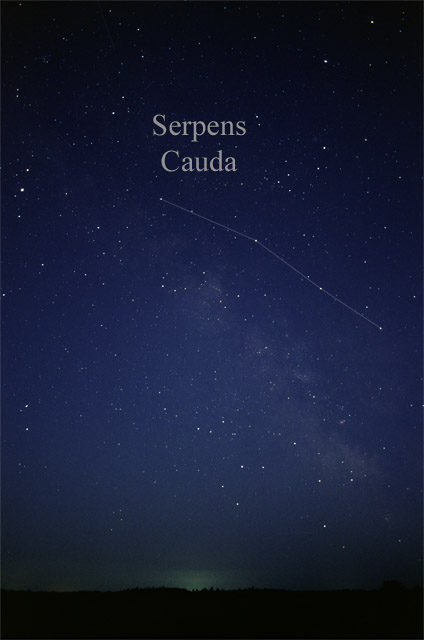
Ormens svans (Serpens Cauda) som den kan ses med blotta ögat.

De ljusstarkaste stjärnorna i Ormens huvud:
- α - Alfa Serpentis (Unukalhai) är ljusstarkast i konstellationen med en magnitud av 2,623. Det är en dubbelstjärna och kallas också ibland Cor Serpentis, vilket är latin för “Ormens hjärta.”
- μ - My Serpentis är en vit dvärg av magnitud 3,54
- β - Beta Serpentis är en multipelstjärna av magnitud 3,65
- ε - Epsilon Serpentis är en vit dvärg av magnitud 3,71
- δ - Delta Serpentis av magnitud 3,80
- γ - Gamma Serpentis av magnitud 3,85
- κ - Kappa Serpentis är en röd jättestjärna av magnitud 4,09
- λ - Lambda Serpentis är en gul dvärg av magnitud 4,43
- χ - Chi Serpentis av magnitud 5,34
- τ - Tau Serpentis är Bayer-beteckning för åtta stjärnor:
  - τ1 - Tau1 Serpentis (9 Serpentis) är en röd jätte
  - τ2 - Tau2 Serpentis (12 Serpentis) är en blåvit stjärna i huvudserien
  - τ3 - Tau3 Serpentis (15 Serpentis) är en gul jättestjärna
  - τ4 - Tau4 Serpentis (17 Serpentis) är en röd jättestjärna som är en halvregelbunden variabel som varierar i ljusstyrka 5,89 – 7,07
  - τ5 - Tau5 Serpentis (18 Serpentis) är en gulvit stjärna i huvudserien
  - τ6 - Tau6 Serpentis (19 Serpentis) är en gul jättestjärna
  - τ7 - Tau7 Serpentis (22 Serpentis)
  - τ8 - Tau8 Serpentis (26 Serpentis)

De ljusstarkaste stjärnorna i Ormens svans:
- η - Eta Serpentis är en orange stjärna av magnitud 3,26.
- ξ - Xi Serpentis är en trippelstjärna av magnitud 3,54.
- θ - Theta Serpentis (Alya) är en multipelstjärna av magnitud 4,03.
- ν - Ny Serpentis är en dubbelstjärna av magnitud 4,32.

## Djuprymdsobjekt

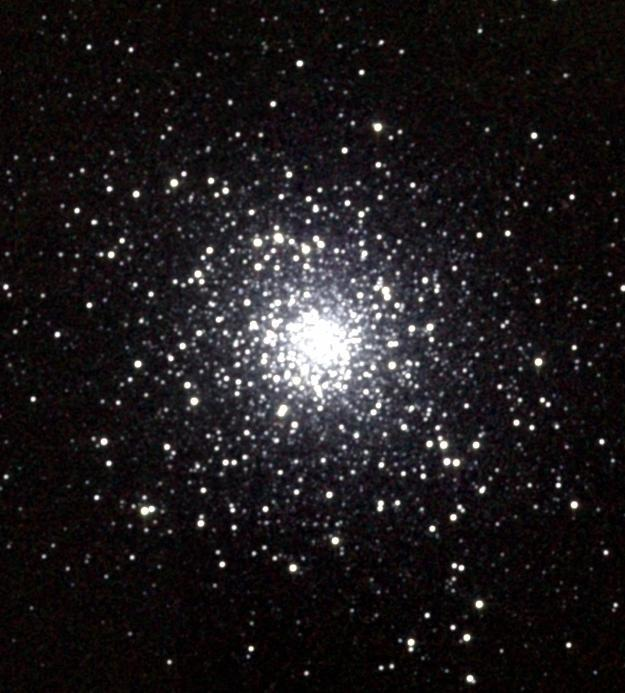
Messier 5

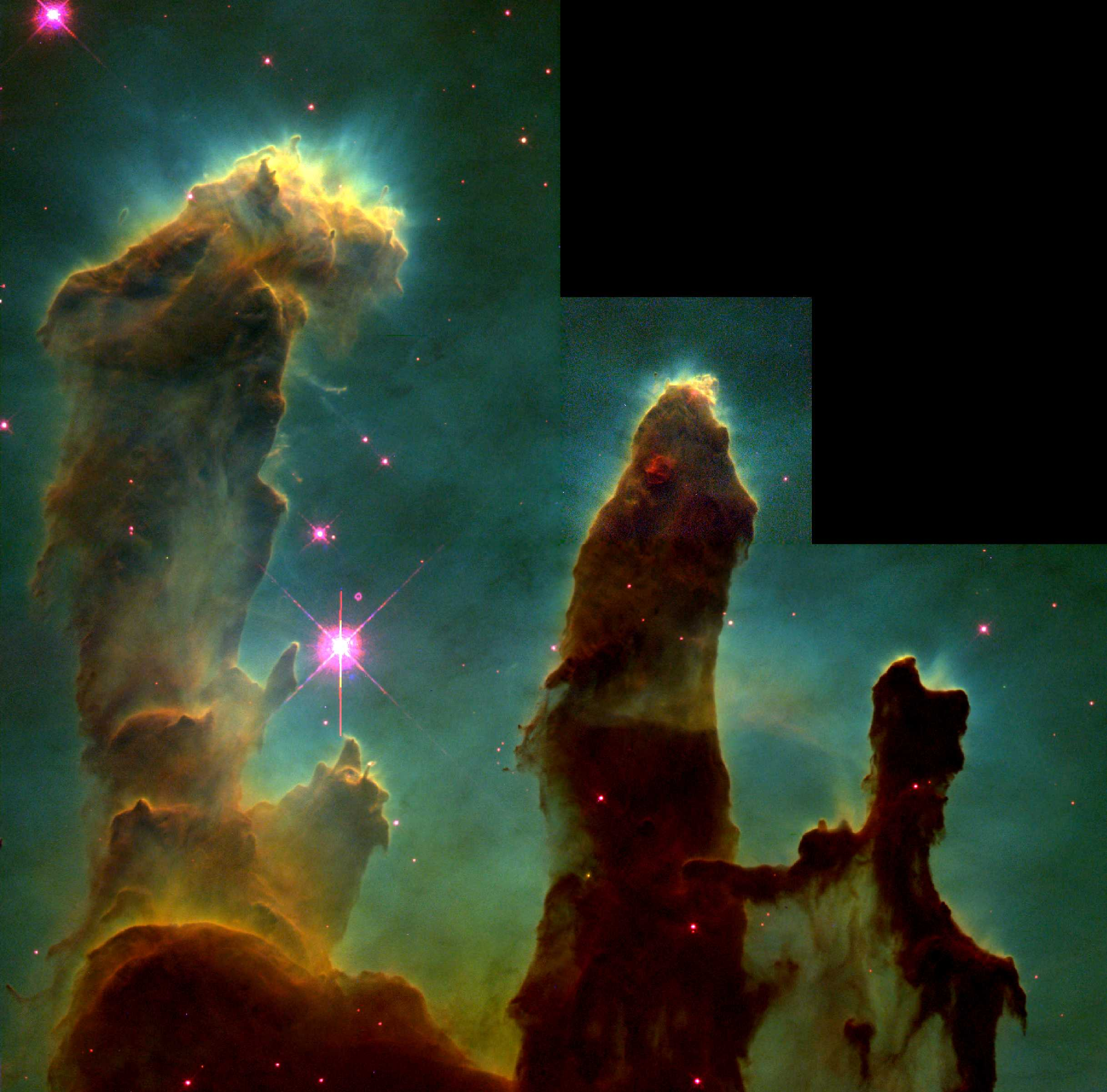
Bild av Örnnebulosan tagen med Rymdteleskopet Hubble.

Det finns gott om intressanta objekt i Ormens stjärnbild.

### Stjärnhopar
- Messier 5 (NGC 5904) är en klotformig stjärnhop av magnitud 5,95. Det är en av de största klotformiga stjärnhopar som astronomerna känner till. Stjärnhopen innehåller mer än 100000 stjärnor, enligt vissa beräkningar så mycket som en halv miljon stjärnor. Den uppskattade åldern är 13 miljarder år, vilket gör den till en av de äldsta i Vintergatan.
- IC 4756 är en öppen stjärnhop av magnitud 4,6.

### Galaxer
- Seyferts Sextett (NGC 6027) är en galaxgrupp i Ormens huvud som ser ut att innehålla sex galaxer. När den upptäcktes på 1950-talet var det den mest samlade gruppen av galaxer som man då kände till.
- Hoags object är en ringformig galax i Ormens huvud, som upptäcktes av den amerikanske astronomen Arthur Allen Hoag 1950.
- Arp 220 består av två kolliderande galaxer. I oktober 2011 rapporterades så många som sju samtidiga supernovor i utbrott.

### Nebulosor
- Örnnebulosan (Messier 16 eller NGC 6611) i Ormens svans är en vacker emissionsnebulosa som döljer stjärnor som föds.